# Syndyas brevior
Syndyas brevior är en tvåvingeart som beskrevs av Meijere 1910. Syndyas brevior ingår i släktet Syndyas och familjen puckeldansflugor. Inga underarter finns listade i Catalogue of Life.